# 2684 Douglas
2684 Douglas је астероид главног астероидног појаса чија средња удаљеност од Сунца износи 3,050 астрономских јединица (АЈ).
Апсолутна магнитуда астероида је 11,6.